# Jean Carlos Blanco
Jean Carlos Blanco (sinh 6 tháng 4 năm 1992 ở Villa del Rosario) là một cầu thủ bóng đá Colombia thi đấu ở vị trí tiền đạo cho câu lạc bộ Bulgarian First League CSKA Sofia.

## Sự nghiệp
Ngày 14 tháng 12 năm 2017, Blanco ký bản hợp đồng dài hạn với đội bóng Bulgaria CSKA Sofia.

## Thống kê sự nghiệp
Tính đến 15 tháng 12 năm 2017
| Thành tích câu lạc bộ | Thành tích câu lạc bộ | Thành tích câu lạc bộ | Giải vô địch | Giải vô địch | Cúp  | Cúp       | Châu lục | Châu lục  | Khác | Khác      | Tổng | Tổng      | Tổng |
| Câu lạc bộ            | Giải vô địch          | Mùa giải              | Trận         | Bàn thắng    | Trận | Bàn thắng | Trận     | Bàn thắng | Trận | Bàn thắng | Trận | Bàn thắng |      |
| --------------------- | --------------------- | --------------------- | ------------ | ------------ | ---- | --------- | -------- | --------- | ---- | --------- | ---- | --------- | ---- |
| Cúcuta Deportivo      | Primera A             | 2009                  | 6            | 1            | 0    | 0         | –        | –         | –    | –         | 6    | 1         |      |
| Atlético Huila        | Primera A             | 2010                  | 1            | 0            | 0    | 0         | –        | –         | –    | –         | 1    | 0         |      |
| Atlético Huila        | Primera A             | 2011                  | 5            | 1            | 0    | 0         | –        | –         | –    | –         | 5    | 1         |      |
| Atlético Huila        | Primera A             | 2012                  | 10           | 0            | 5    | 0         | –        | –         | –    | –         | 15   | 0         |      |
| Deportes Tolima       | Primera A             | 2013                  | 0            | 0            | 1    | 0         | –        | –         | –    | –         | 1    | 0         |      |
| Cúcuta Deportivo      | Primera A             | 2013                  | 8            | 2            | 0    | 0         | –        | –         | 2    | 0         | 10   | 2         |      |
| Atlético Huila        | Primera A             | 2014                  | 37           | 7            | 6    | 1         | –        | –         | –    | –         | 43   | 8         |      |
| La Equidad            | Primera A             | 2015                  | 38           | 10           | 6    | 0         | –        | –         | –    | –         | 44   | 10        |      |
| La Equidad            | Primera A             | 2016                  | 31           | 7            | 6    | 1         | –        | –         | –    | –         | 37   | 8         |      |
| La Equidad            | Primera A             | 2017                  | 38           | 5            | 5    | 1         | –        | –         | –    | –         | 43   | 6         |      |
| CSKA Sofia            | First League          | 2017–18               | 0            | 0            | 0    | 0         | –        | –         | –    | –         | 0    | 0         |      |
| Thống kê sự nghiệp    | Thống kê sự nghiệp    | Thống kê sự nghiệp    | 174          | 33           | 31   | 3         | 0        | 0         | 2    | 0         | 207  | 36        |      |

1. ↑  Relegation Play-offs